# Léonie Geisendorf
Pour les articles homonymes, voir Geisendorf et Kaplan.
Léonie Geisendorf, née le 8 septembre 1914 à Łódź et morte le 17 mars 2016 à Paris, est une architecte suédoise d'origine polonaise, qui a vécu et travaillé tout au long de sa vie à Stockholm, en Suède. 

## Biographie
Léonie Geisendorf naît à Łódź, actuellement en Pologne mais située dans l'empire russe à l'époque. Elle étudie l'architecture à l'École polytechnique fédérale de Zurich, puis effectue un stage avec l'architecte français Le Corbusier, qui devient une source d'inspiration et un mentor.
En 1938, après son stage, elle déménage en Suède et est embauchée par Sven Ivar Lind, KFAI et Paul Hedqvist. Son premier ouvrage d'architecte est une proposition pour un nouvel immeuble de bureaux, élaborée en collaboration avec les architectes Ralph Erskine et Curt Laudon. En 1950, elle et Charles Édouard Geisendorf, son mari, ouvrent leur propre cabinet.

## Réalisations architecturales

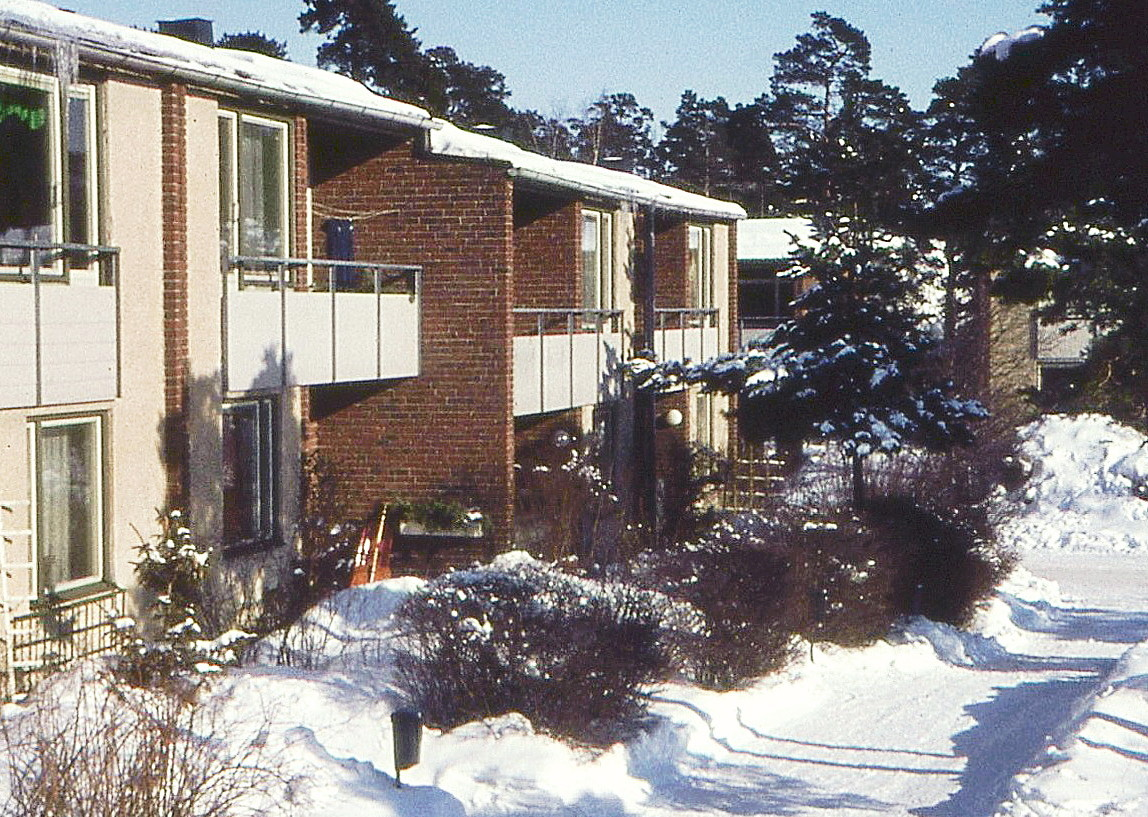
Quartier résidentiel Riksrådsvägen
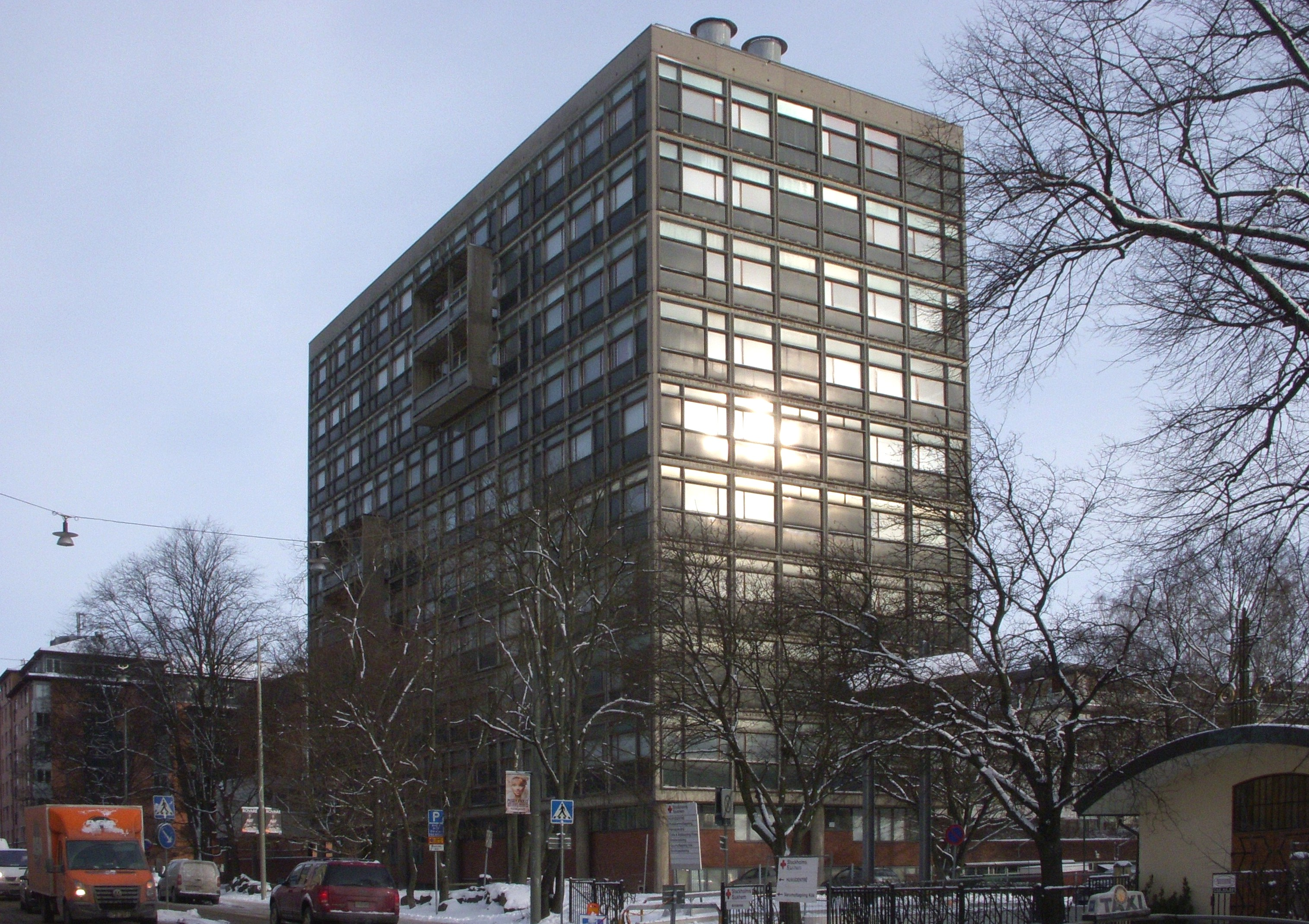
Lycée St Göran
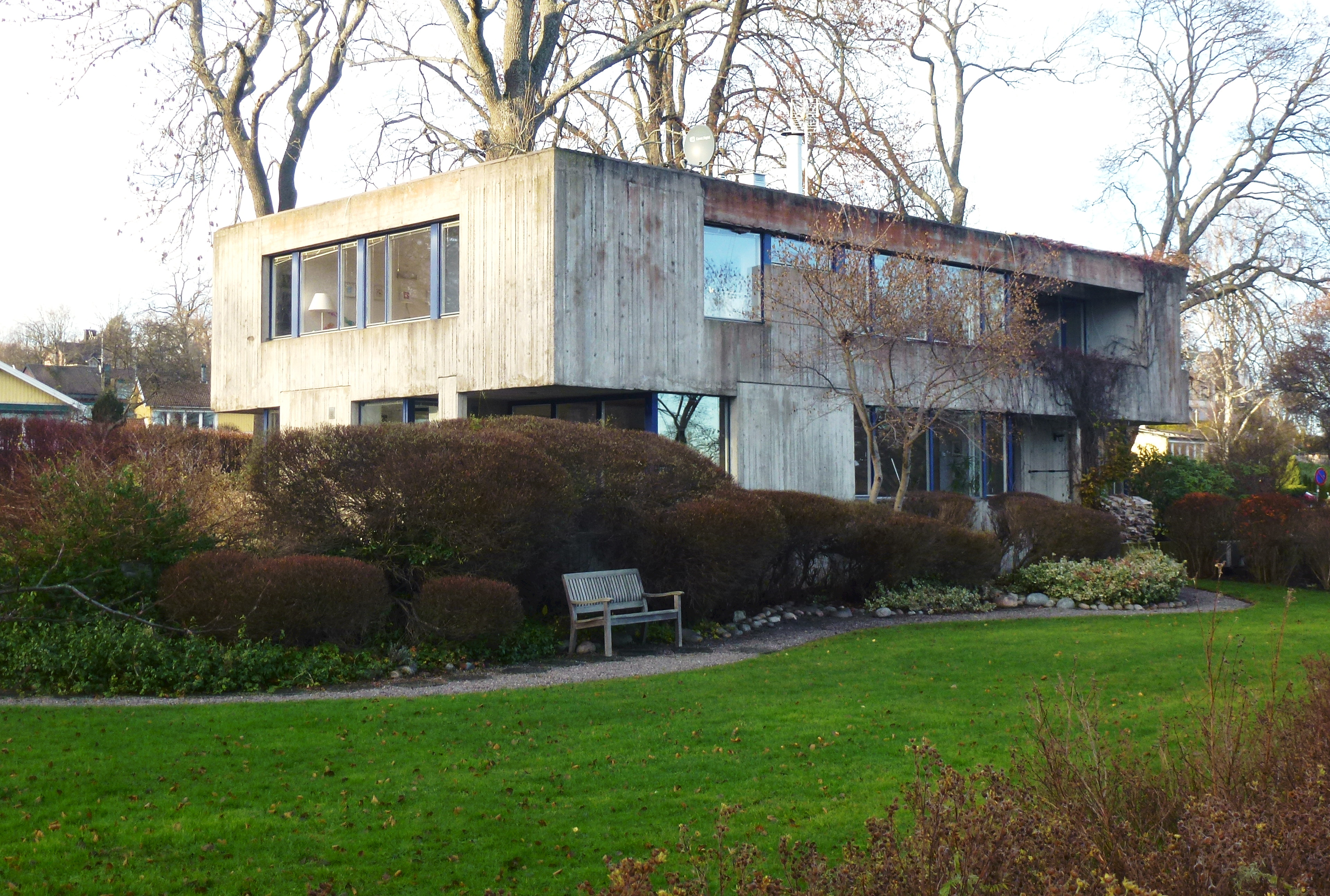
Villa Delin
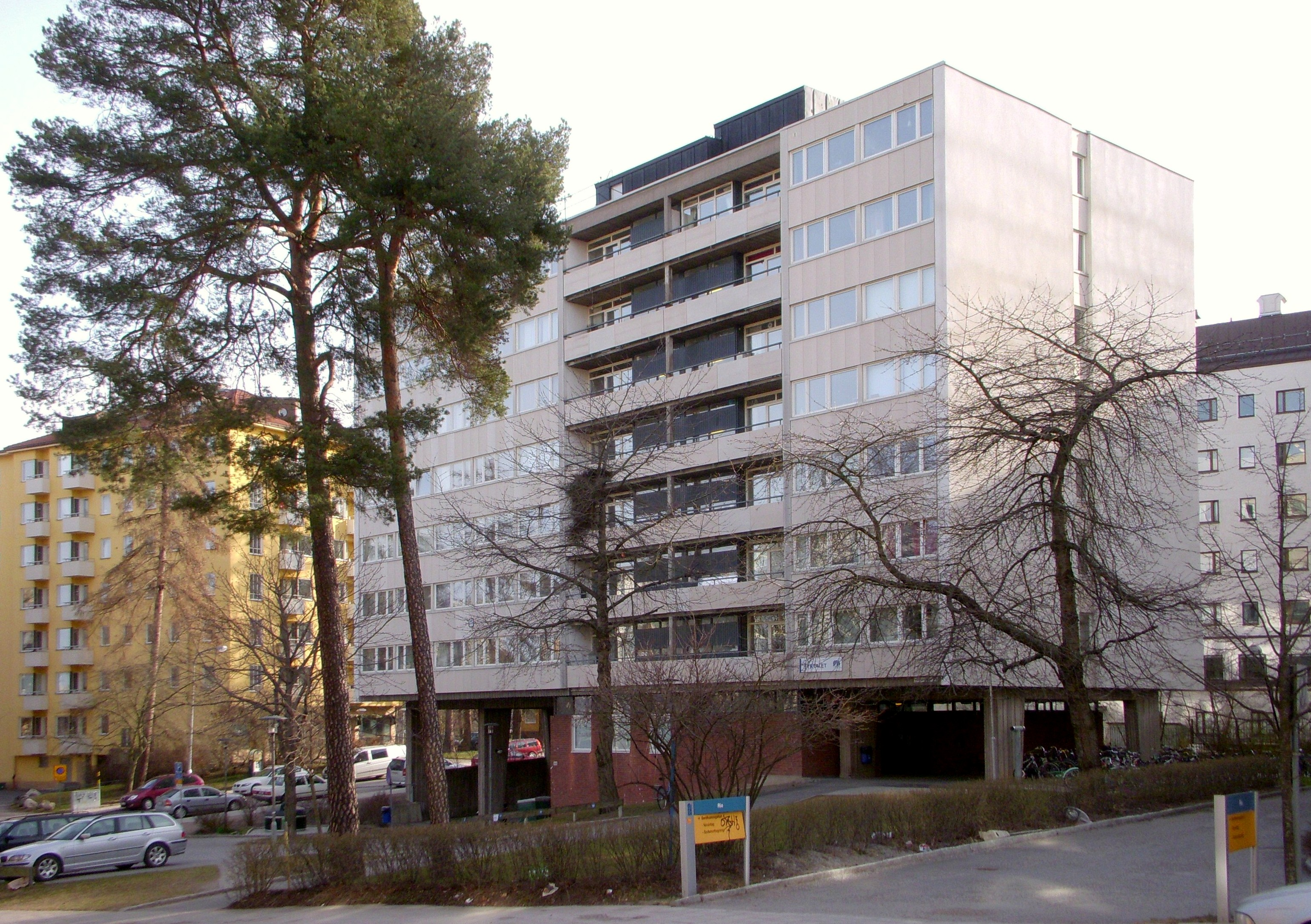
Logement étudiant Fyrtalet